# النسوية في الأرجنتين
النسوية في الأرجنتين مجموعة من الحركات التي تهدف إلى التعريف بالحقوق السياسية والاقتصادية والاجتماعية المتساوية، بالإضافة لتكافؤ الفرص بين نساء الأرجنتين وإقرارها والدفاع عنها. وعلى الرغم من أن بعض النساء كًنَّ يُعتبرن من الرائدات في هذا المجال –من بينهن خوانا بولا مانسو، وَخوانا مانويلا غوريتي- فقد أُدخِلَت الحركة النسوية إلى البلاد نتيجًة لِموجة الهجرة الأوروبية الكبرى التي حدثت في أواخر القرن التاسع عشر وأوائل القرن العشرين. لم تشكل الحركة النسوية الأولى نشاطًا موحدًا، بل كانت تضم ناشطات لا سُلطويات واشتراكيات، ممن أدمجنَ قضايا المرأة في برنامجهنّ الثوري، وسيّدات الفكر الحر المرموقات اللاتي حاربنَ منذ البداية من أجل الحصول على التعليم العالي، ومن ثم في وقت لاحق من أجل المساواة القانونية مع الرجال.
وعلى الرغم من الجهود التي بذلتها الموجة النسوية الأولى؛ لم تحصل المرأة الأرجنتينية على حق النساء في التصويت حتى عام 1947، أثناء حكومة خوان بيرون الأولى. حيث كانت زوجته إيفا بيرون، والتي تمتعت بشعبية كبيرة، تدافع عن حق التصويت للمرأة، فأسست وأدارت أول حزب سياسي نسائي واسع النطاق في البلاد؛ دُعي بالحزب البيروني النسائي. وبالرغم من أنها رفضت أن تًعرّف نفسها على أنها نسوية؛ إلا أن مكانة إيفا بيرون كانت محلَّ تقدير، كونها أعادت إظهار دور المرأة في السياسة. كانت الفترة المضطربة بين أواخر ستينيات ومنتصف سبعينيات القرن العشرين حافلة بالتحولات الاجتماعية الجذرية والنشاطات السياسية. كانت من بين المنظمات النسوية التي ظهرت (الاتحاد النسائي الأرجنتيني: يو. إف. إيه)، و(حركة التحرير النسويّة: إم. إل. إف).

## تاريخ

### الأسلاف
في الفترة ما بين 12 نوفمبر 1830 و14 يناير 1831-خلال أول حكومة لِ خوان مانويل دي روساس- نشرت الصحفية بيترونا روسيندي دي سييرا المولودة في الأوروغواي ما يعتبر بأنه أول منشور أرجنتيني مؤلف من قبل النِساء وموجّه إلى النساء والذي حمل عنوان «الرجفة - The Quiver». وبالإضافة إلى الفن والأدب والصداقة، تناولت الصحيفة مواضيع مثل التكوين الفكري للمرأة (تعليم الإناث) ودورها في المجتمع وموقفها بالنسبة للرجل. دعت روسيندي دو سييرا إلى تبني النظريات التعليمية الأوروبية، وطالبت بأنه ينبغي على الحكومة أن توفر التعليم الأساسي والتعليم الثانوي للمرأة، والتي بدورها يجب أن يكون لديها الإيمان بإمكانياتها الخاصة، وأن تُثبت قدرتها على التغلب على مناهضة تعليم الإناث. وفي إحدى القضايا، حاورت الكاتبة قرّائها: «إلى متى سنبقى نشاهد الجنس الأنثوي غارقًا في الظلام، يقيدهنّ هذا النظام القمعي ويحرمهنّ من أبسط المعارف؟». دعت دورية أخرى دعت إلى حق المرأة في التعليم؛ «كاميليا»، والتي حُررت في عام 1852 من قِبل روزا غيرا، مديرة مدرسة خاصة صغيرة للفتيات في بيونس آيرس. وعلى عكس روسيندي دي سييرا قبل عشرين عامًا، تؤمن غيرا بأن «المرأة لا تحتاج إلى إثبات أنها تستحق التعليم، بل لها الحق الأخلاقي والقانوني في ذلك»؛ وقدمت هذه النظرية كحل لمشاكل المرأة. وفي الوقت نفسه، حذرت دوريّة كاميليا من أن النساء لا يجب أن يفقدن حياءهنّ الأنثويّ، وأن يتجنّبنَ التحول إلى المثقفات اللواتي «يمكن أن يتنازلنَ إلى مستوى الاخلاق المنحلة»، وخلال حياتها القصيرة، دعت الصحيفة أيضًا إلى الاحتشام في اللباس، زعمًا منها بأن النساء يظهرنَ كـ «دُمى الزينة». كان الاحتشام في اللباس مسألة مثيرة للجدل في ذلك الوقت، وعلى الرغم من تأكيدها على أهمية الاعتدال في اللباس، كانت غيرا موضع انتقاد شديد من قبل النساء الكاثوليك ذوات النفوذ من جهة والكنيسة من جهة أخرى. في عام 1854، بدأت غيرا تحرير دوريّة أخرى مُشابهة لكاميليا أطلقت عليها اسم «التعليم». وكانت كاتبة مبدعة أنتجت أيضًا روايات وكتب أطفال ومقالات وشعر للصحف اليومية. على الرغم من سياساتها الليبرالية، لم تتحول غيرا عن مفهوم «الأم التي تُنشئ الأفراد» باعتباره الدور الرئيسي المنوط بالمرأة. تؤمن غيرا بأن المرأة ولدت لتعاني من أجل الحب، نظرًا لكون سمة التضحية بالنفس لدى الأنثى موضوعًا دائمًا في عملها. كان هذا «المفهوم الرومنسي للاستشهاد الأنثوي» موضوعًا مُهيمِنًا في الكتابة النسائية (الفئة الأدبية) في الأرجنتين في منتصف القرن التاسع عشر، والذي عظّم من فضائل المرأة على حساب أنانية الرجال.

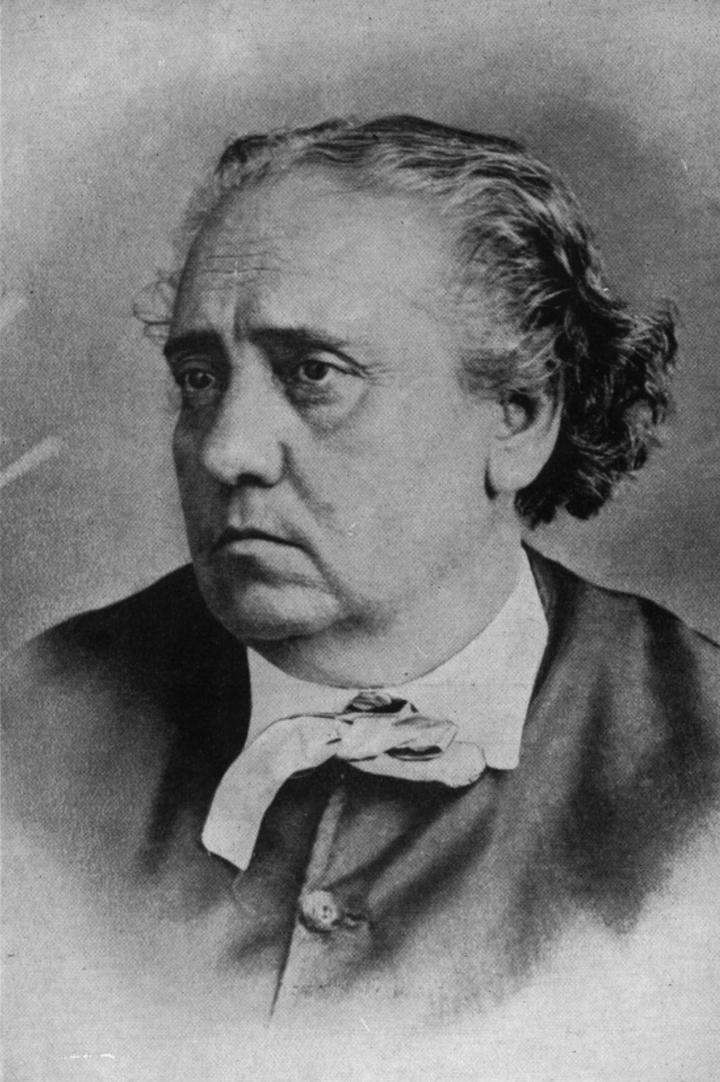
تعد خوانا مانسو من رائدات الحركة النسوية في أمريكا الجنوبية.

ولدت خوانا مانسو في بيونس أيريس في 26 يونيو 1819، وكانت كاتبًة، ومترجمًة، وصحفيّة، ومعلمًة ورائدة في الحركة النسوية في أمريكا الجنوبية. في الواقع، تُعتبر خوانا من قبل العديد من الناس بأنها أُولى النسويّات في الأرجنتين. عاشت مانسو في ريو دي جانيرو في الفترة ما بين عام 1849 وحتى 1853، حيث نشرت مجلة المرأة، وهي دوريّة على غرار مجلة إنجليزية تحمل الاسم نفسه، «وقفت في وجه التمييز ضد المرأة، ودعمت المساواة في التعليم للنساء في أمريكا اللاتينية». وبالعودة إلى بيونس أيرس، أسست ألبوم السيدات، مع موضوع مماثل جدًا للمجلة البرازيلية. دافعت مانسو في دورياتها ورواياتها، عن أفكارها المتعلقة بالمساواة بين الجنسين، والتعليم الشعبي، والتحرر من العبودية والتي قابلها المجتمع الأرجنتيني بالمعارضة، بما أنه لايزال معاديًا لأي مظهر من المظاهر التي تعني قطع العلاقات مع العصر الاستعماري. كتبت مانسو في مقال عام 1853 بعنوان «التحرر الأخلاقي للمرأة»، نشر في مجلة التنوير الأرجنتيني:
«يعتبر التحرر الأخلاقي للمرأة بابتذاله بمثابة نهاية القرن. بعضهم سيهرع إلى القاموس ويهتف: لا سلطة للوالدين! وداعًا للاستبداد الزوجي! لتحرر المرأة! كيف! لهذه النفاية في غرفة المعيشة أو (المطبخ)، لتلك آلة الإنجاب، والصفر الذهبي، واللعبة التافهة، ودُمية الموضة، هل ستصبح كائنًا عقلانيًا؟، كيف! هل ستكون في يومٍ ما مساويةً للرجل في الحقوق المقدسة التي سُحقَت بوحشية وحتى اليوم دون رحمة؟ إنها فضيحة غير مسموعة! ما الذي يمكن أن يستخدمه الشباب للتظاهر بالقلب المفعم بالجمال، كيف -يقول المتعصبون- سيكون علينا أن نعترف بمساواة المرأة لنا بعد معاملة النساء كممتلكاتنا!، سيأتي يوم تضمن فيه قوانين الشعوب للمرأة حقوق حريتها وتفكيرها. فالإنسانية لا يمكن أن تكون رجعية. فذكائها المصقول، سيحسن القدرات الأخلاقية ويجعلها تمارس التأثير الحتمي الذي تمنحه الطبيعة في مصائر الإنسانية الكبرى؛ أجل؛ لأن مهمة المرأة جدية وعظيمة.»

### الموجة الأولى
ظهرت الحركة النسوية في البلاد في نهاية القرن التاسع عشر وبداية القرن العشرين، أثناء توطيد الدولة الأرجنتينية الحديثة، ولم تكن هناك حركة نسوية متجانسة، وإنما كانت هناك صراعات فردية قامت بها نساء أُدرِجن في هويات سياسية مختلفة وطبقات اجتماعية مختلفة. حققت النساء من الطبقة العليا والطبقة المتوسطة العليا تقدمًا هامًا في المجالات العامة، على الرغم من أنهن قُمنَ بذلك أساسًا من المجال الأكاديمي. نظّمت نساء الطبقة العاملة في ظل الاشتراكية للنساء واللاسُلطوية مجموعة من النساء اللاسُلطويات برئاسة فرجينيا بولتين أسست (صوت المرأة) في عام 1896، وهي الصحيفة النسوية الأولى في الأرجنتين. عرّفت نفسها بأنها لاسلطوية-شيوعية وأطلقت تحت شعار «لا إله، لا سيد، لا زوج». باعتبارها واحدة من الأمثلة المسجلة في أمريكا اللاتينية التي شهدت اندماج الأفكار النسوية ذات التوجه الثوري والطبقة العاملة، وقد اختلفت «صوت المرأة» عن الحركة النسوية التي أنشئت في أماكن أخرى من المنطقة في ذلك الوقت، والتي ركزت على نساء الطبقة المتوسطة المتعلمات واهتماماتهن وما يُخيفهنّ. وبحلول نهاية القرن التاسع عشر، أثار هؤلاء اللاسلطويون قضايا مثل حريّة الحب، والطلاق، وقضايا العنف الأسري، والذي كان من شأنه أن يكتسب مكانة بارزة بين عامة الناس بعد عقود من الزمن.